# Declan Shalvey
Declan Shalvey (Dublino, 11 gennaio 1982) è un fumettista irlandese.

## Biografia
Nato nel 1982 a Dublino  è cresciuto a Ennis, nella contea di Clare, dove ha studiato presso la scuola secondaria Rice College e St. Flannan's College. Ha studiato Stampa d'Arte alla Limerick School of Art and Design.
Ha iniziato la sua carriera nei fumetti indipendenti in Irlanda e nel Regno Unito. Ha debuttato con il fumetto di supereroi Hero Killers, scritto da Andy Winter, che ha vinto un Eagle Award come Fumetto Britannico in Bianco e Nero Preferito nel 2006. Il suo lavoro di piccola stampa include il fumetto noir irlandese Freakshow, scritto da Rob Curley.
Nel 2008 ha illustrato un adattamento a graphic novel del Frankenstein di Mary Shelley, scritto da Jason Cobley, e nel 2012 un adattamento di Sweeney Todd, scritto dallo scrittore scozzese Sean Michael Wilson, entrambi per Classical Comics. Nel 2009 è passato ai fumetti americani, disegnando dieci dei primi dodici numeri del fumetto spin-off del film 28 Days Later di Boom! Studios, scritto da Michael Alan Nelson.
Nel settembre 2010 ha realizzato il suo primo lavoro per Marvel e, nel decennio successivo, ha disegnato numerose serie per loro, tra cui Thunderbolts (2010–12), Fear Itself (2011), Dark Avengers (2012), Venom (2012–13), Winter Soldier (2013), Deadpool (2013), Moon Knight (2014), Groot (2015) e Return of Wolverine (2018), oltre a scrivere Civil War II: Choosing Sides (2016) e Deadpool vs. Old Man Logan (2017). Nel 2020 Marvel ha pubblicato Marvel Monograph: The Art of Declan Shalvey, un volume brossurato che raccoglie i momenti salienti del suo lavoro per la casa editrice.
Per DC Comics, ha disegnato Skylanders (2011–12) e contribuito alle serie antologiche American Vampire (2013), All-Star Batman (2016) e Batman and the Signal (2018), oltre alla graphic novel Mad Max: Fury Road Inspired Artists Deluxe Edition (2015). 
Per Dark Horse Comics, ha disegnato numeri di Conan il barbaro (2012–13) e The Massive (2013), e ha contribuito a Dark Horse Presents (2014) e alla graphic novel Murder Book (2015).